# Studierendenrätekonferenz Sachsen-Anhalt
Die Studierendenrätekonferenz Sachsen-Anhalt (kurz SRK St) ist der Zusammenschluss aller Studentenräte der staatlichen Hochschulen in Sachsen-Anhalt gemäß § 65 Abs. 6 HSG LSA. Sie stellt damit die Landesstudierendenvertretung für Sachsen-Anhalt dar und vertritt die Interessen von knapp 58.300 Studenten.

## Geschichte
Die Idee der Zusammenarbeit aller Studierendenräte in Sachsen-Anhalt entstand Anfang der 2000er Jahre. Unter dem Namen Konferenz der Studierendenschaften Sachsen-Anhalt (KSSA) wurde unter Federführung der Martin-Luther-Universität Halle-Wittenberg ein Zusammenschluss initiiert. Später ging die Zuständigkeit an den Stura der OVGU in Magdeburg über.
2018 wurde die Studierendenrätekonferenz Sachsen-Anhalt (SRK St) vom Stura der MLU Halle neu gegründet.

## Mitglieder der SRK

### Universitäten
- Martin-Luther-Universität Halle-Wittenberg
- Otto-von-Guericke-Universität Magdeburg

### Fachhochschulen
- Hochschule Anhalt
- Hochschule Harz
- Hochschule Magdeburg-Stendal
- Hochschule Merseburg

### Kunst-, Musik- und Kirchliche Hochschulen
- Burg Giebichenstein Kunsthochschule Halle
- Evangelische Hochschule für Kirchenmusik Halle
- Theologische Hochschule Friedensau

## Struktur
Jeder Studentenrat kann Delegierte für den Landesdelegiertenrat der SRK benennen. Dabei haben Hochschulen mit bis zu 2000 immatrikulierten Studenten insgesamt zwei Mandate, Hochschulen mit bis zu 10.000 immatrikulierten Studenten drei Mandate, bis 20.000 immatrikulierten Studenten vier Mandate und Hochschulen über 20.000 immatrikulierten Studenten haben insgesamt fünf Mandate. Der Landesdelegiertenrat trifft sich mindestens einmal in einem Semester und verfasst beispielsweise Positionen zu politischen Themen.
Die Vollversammlung der Studierendenrätekonferenz trifft sich ebenfalls mindestens einmal im Semester und bestimmt unter anderem den Landessprecherrat der SRK. Die Sprecher vertreten die SRK nach außen und vermitteln zwischen der Studentenschaft und den Rektoraten sowie der Politik. Dabei gibt es jeweils einen Sprecher für Internes, für Öffentliches und für Finanzen.